# Мушкамбаров, Николай Николаевич
Никола́й Никола́евич Мушкамба́ров (1 мая 1951, Пушкино, Московская область — 15 октября 2022) — профессор Сеченовского университета, автор учебников по биофизике и гистологии.

## Биография
Родился в 1955 году в Пушкине Московской области. Рос без отца, носит фамилию матери. В школе, по собственным воспоминаниям, первоначально учился без интереса, но благодаря одной из учительниц начал прилагать больше усилий, улучшил успеваемость и поступил в Первый Московский медицинский институт им. И. М. Сеченова. Учился на лечебном факультете с 1968 года, на 6 курсе проходил субординатуру на кафедре патологической анатомии. Окончил институт в 1974 году с отличием. С 1974 по 1977 год - в аспирантуре Лаборатории энзимологии АМН СССР, в 1976—1980 годах студент вечернего отделения физического факультета МГУ, который также окончил с отличием.
В 1978 году защитил кандидатскую диссертаци. по специальности "биохимия", тема: «Изучение метилирования ДНК в животных тканях». После этого на протяжении семи лет (до 1985 года) преподавал на кафедре биохимии Сеченовского института, затем на кафедре физической и коллоидной химии.
В 1990 году получил степень доктора биологических наук по специальности «биофизика» на основе опубликованной в 1988 году трехтомной монографии «Метаболизм: структурно-химический и термодинамический анализ». В 1992 году переведён на должность профессора по науке.
В 1996 году издал трёхтомник «Аналитическая биохимия», который наряду с трёхтомником 1988 года называл своей главной книгой. С 1997 года сотрудник кафедры гистологии; совместно с заведующим кафедрой профессором С. Л. Кузнецовым работал над комплексом электронных учебных пособий, включавшим учебник, атлас и сборник тестов.
В последние годы жизни страдал от болезни Паркинсона. С 2021 года на пенсии по инвалидности.
Скончался в октябре 2022 года.

### Монографии
- «Метаболизм: структурно-химический и термодинамический анализ» (в 3-х томах), 1988;
- «Аналитическая биохимия» (в 3-х томах), 1996;
- «Геронтология in polemico», 2011.
- «Кинетика и термодинамика биохимических и физиологических процессов», 1990.

### Учебники и учебные пособия
- «Молекулярная биология» (3 издания: 2003, 2007, 2016 гг.),
- «Физическая и коллоидная химия» (3 издания: 2001, 2002, 2010 гг., в 3-м добавлены задачи с их решениями);
- I. «Атлас по гистологии, цитологии и эмбриологии» (2 издания: 1-е — в 2002 и 2006 гг; 2-е — в 2010 г);
- II. «Гистология, цитология и эмбриология», учебник (3 издания: 2005 и 2007, 2012, 2016 гг);
- III. «Гистология, цитология и эмбриология», краткий курс (2014);
- IV. «Руководство-атлас по гистологии, цитологии и эмбриологии (с тестами)» (диск, две версии — от 1999 и от 2005 гг)
- «Элементы математики и физической химии для биологов» (2001).

### Стихи и проза
- «Меланхолическая симфония» (2005);
- «Сто обжигающих зарниц» (2012);
- «Путь вверх к подножию вершин» (2013)
- «В начале поиска заоблачных вершин, или просто Аспирант» (2016)